# Zootermopsis
Zootermopsis (лат.) — род термитов из семейства Archotermopsidae (ранее в Termopsidae). Эндемик Неарктики. Разрушают древесину, могут наносить некоторый ущерб зданиям.

## Распространение
Встречаются в Северной Америки от Канады и США до северной Мексики. Вид Z. nevadensis также обнаружен в Японии.

## Описание
Термиты относительно крупного и среднего размера (1—2 см), а для термитофауны Северной Америки это один из крупнейших представителей (размах крыльев Zootermopsis angusticollis до 4 см).
Они живут в гниющей древесине, обычно заселяя поваленные или мертвые деревья в тропических лесах умеренного пояса Северной Америки, где расщепляют целлюлозу древесины с помощью симбиотических простейших и бактерий в своем желудке. Жизненный и репродуктивный циклы этих термитов относительно нормальны по сравнению с другими представителями семейства. Виды могут быть идентифицированы по форме и положению вспомогательного зуба у всех не-солдатских каст, что позволяет проводить идентификацию более уверенно.

### Партеногенез
Бесполое размножение в виде телитокического партеногенеза обнаружено у Zootermopsis angusticollis и Zootermopsis nevadensis.

### Генетика
Диплоидный набор хромосом Zootermopsis angusticollis равен 2n=52.

## Значение и защита
Поселяясь в древесных постройках Zootermopsis angusticollis могут наносить вред, разрушая их структуру. Распространению термитов способствуют поставки заражённых насекомыми древесных пиломатериалов.

## Классификация
Род включает 4 вида, один из которых ископаемый из эоцена Флориссанта (Колорадо, США). Z. nevadensis состоит из двух подвидов, Z. n. nevadensis и Z. n. nuttingi.
- Zootermopsis angusticollis (Hagen, 1858)[14]
  - =Termopsis angusticollis Hagen, 1858
- †Zootermopsis coloradensis (Scudder, 1883)[15]
  - =Hodotermes coloradensis Scudder, 1883
  - =Miotermes coloradensis (Scudder, 1883)
  - =Parotermes scudderi Cockerell, 1913
- Zootermopsis laticeps (Banks, 1906)[16]
  - =Termopsis laticeps Banks, 1906
- Zootermopsis nevadensis (Hagen, 1874)[17]
  - =Termopsis angusticollis subsp. nevadensis Hagen, 1874